# Roy Bennett
Pour les articles homonymes, voir Bennett.
Roy Leslie Bennett, né le 16 février 1957 à Rusape (Manicaland) et mort le 17 janvier 2018 près de Raton au Nouveau-Mexique, est un ancien fermier blanc et un homme politique zimbabwéen.

## Biographie
Roy Bennett a servi dans la British South Africa Police de 1973 à 1978.
Fermier de l'ancienne Rhodésie devenue le Zimbabwe, il avait rejoint le Mouvement pour le changement démocratique et été élu au Parlement (House of Assembly of Zimbabwe) de 2000 à 2005. En 2003, sa plantation est saisie dans le cadre de la réforme agraire. En 2004 et 2005, il passe 8 mois en prison pour avoir agressé un ministre dans l'enceinte du Parlement.
À sa libération, il est accusé de complot contre le président Robert Mugabe, au pouvoir depuis 1980, et choisit de s'exiler en Afrique du Sud pour éviter une nouvelle détention. Trésorier du parti de Morgan Tsvangirai, le Mouvement pour le changement démocratique (MDC), il revient au Zimbabwe après la victoire électorale de son parti.
Le 13 février 2009, alors qu'il allait prêter serment en tant que vice-ministre de l'Agriculture au sein du nouveau gouvernement d'union, il est arrêté à Harare, avant son entrée en fonction, mais l'accusation de trahison est abandonnée et remplacée par celle de tentative de terrorisme, banditisme et sabotage. Le 11 mars 2009, la Cour suprême rejette un appel de l'État, lui permettant ainsi d'être libéré sous caution. De fait, la nomination de Roy Bennett est perçu par l'entourage du président Mugabe comme mettant en péril la réforme agraire qui avait expropriée les fermiers blancs au profit des proches et des alliés du président.
Le 14 octobre 2009, le tribunal ordonne son renvoi en prison sous l'accusation de sabotage, de terrorisme et d'adhésion à un complot visant le président Robert Mugabe. Accusé d'avoir versé une participation financière de 5 000 dollars pour acheter des armes en vue de renverser en 2006 le président Robert Mugabe, 86 ans, il risque la peine de mort ou la prison à vie. Le Premier ministre Morgan Tsvangirai, chef de l'opposition au président Mugabe, annonce qu'il suspend sa participation au gouvernement d'union nationale en raison de la « persécution » visant son collaborateur, Roy Bennett.
Le 10 mai 2010, Roy Bennett sera finalement acquitté, la juge ayant estimé que le revirement du principal témoin à charge - qui a reconnu pendant l'audience être passé aux aveux sous la torture - avait vidé le dossier d'accusation de « preuves solides ». Cependant le procureur annonce faire appel de cette décision.